# 安達太良大橋
安達太良大橋（あだたらおおはし）は、福島県にある道路橋の名称であり、本宮市、および安達郡大玉村に同名の橋梁が複数存在する。

## 阿武隈川

### 概要
- 全長：206.4 m
- 幅員：7.5 m
- 形式：3径間PCラーメン箱桁橋
- 施工：富士ピー・エス[1]
- 竣工：2003年[2]
- 北緯37度32分7.3秒 東経140度24分55.7秒

安達郡大玉村と本宮市との境をなす一級水系阿武隈川と、右岸に沿う福島県道73号二本松金屋線を渡る大玉村道・本宮市道大山松沢線（安達太良ドリームライン）の橋である。西詰は大玉村大山字大川端に位置し、東詰は本宮市和田字滝ノ沢に位置する。1997年度より事業化された安達太良ドリームライン第1期工事区間の関連橋梁であり、2000年度より交流ふれあいトンネル橋梁整備事業に認定され事業着手された。張り出し仮設工本により施工され、2003年4月16日に当橋梁を含む4.8㎞の開通式が行われた。開通区間全体の事業費は29億1100万円。うち当橋梁の事業費は11億7500万円。大玉村から直接阿武隈川を越える初めての道路である。親柱は名前の由来ともなった西方に望む安達太良山の山容が象られている。県道73号とは上空を通過するのみで直接の接続はなく、これらを接続する他の道路も至近にはない。

### 周辺
- もとみやクリーンセンター（ごみ焼却場）

### 隣の橋
- 阿武隈川

安達橋 - 昭代橋 - 安達太良大橋 - 菅田橋 - 舟形橋

## 安達太良川

### 概要
- 全長：39.1 m
- 幅員：13.3 m×2
- 竣工：2003年（上り）・2002年（下り）[5]
- 北緯37度31分5.7秒 東経140度23分42.9秒

本宮市街地北部を流れる一級水系阿武隈川水系安達太良川を渡る国道4号の橋である。南詰は本宮字千代田、北詰は本宮字舘町に位置する。橋北側は市内の交通の要衝のひとつである戸崎ロータリー交差点が設置されている。南側には国土交通省郡山国道事務所によりライブカメラが設置されており、当地の交通状況の確認ができる。旧道橋は下流にて福島県道355号須賀川二本松線を通す本宮橋が該当する。現在の橋梁は1978年に事業化された本宮拡幅の整備進展により架け替えが行われたもので、2002年に現在の下り線が暫定2車線対面通行で開通し、2003年に上り線が開通して4車線供用された。同時期に整備された戸崎跨道橋、百日橋とともに橋名板は地元の小中学生により揮毫され、2004年2月23日にお披露目式が執り行われた。

### 周辺
- ファッションセンターしまむら本宮店
- 戸崎ロータリー交差点・戸崎跨道橋
  - 福島県道28号本宮三春線・福島県道146号石筵本宮線
- 本宮市立本宮第一中学校